# Gekko carusadensis
Gekko carusadensis là một loài thằn lằn trong họ Gekkonidae. Loài này được Linkem, Siler, Diesmos, Sy & Brown mô tả khoa học đầu tiên năm 2010.